# Menuet (dans)

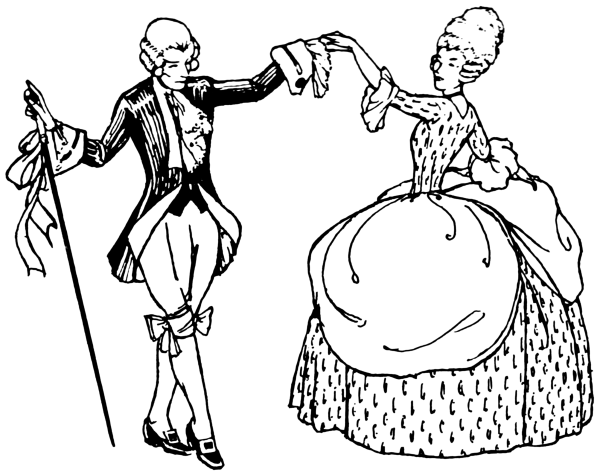
Menuet

Het menuet (in het Italiaans minuetto) is een Franse dans in een driedelige maatsoort (3/4, 3/8, 3/2) uit de Baroktijd. Vaak treffen we het menuet aan als onderdeel van een suite. Ook fungeerde het als een van de middendelen van een symfonie of ander werk in sonatevorm, totdat rond 1800 daarvoor het scherzo in zwang kwam.
De dans ontstond omstreeks 1670 in Poitou, en beleefde zijn hoogtepunt aan het hof van  Lodewijk XIV. Aanvankelijk werd hij individueel gedanst, maar later per groepje van vier personen.
De naam is afgeleid van pas menus, de  kleine stappen waarmee hij werd uitgevoerd.
Vaak wordt het menuet gevolgd door een 'trio', of tweede menuet als tussenspel, waarna het eerste menuet herhaald wordt.